# 香川景欽
香川 景欽（かがわ かげよし、天明3年（1783年） - 天保2年9月18日（1831年10月23日））は、江戸時代後期の歌人。字は敬夫、後に君朋。号は雪屋。後に佐々木雅楽助、佐々木景欽と称した。
佐佐木直枝の子として広島で生まれる。長じて京都に上り、香川景柄の門人となり、後にはその才能を認められ養子となった。しかし、景柄は後に景欽を離縁した。そのため景欽は、佐々木の名字に復し、歌人として仙洞御所に仕え、烏丸佛光寺北に住まいを構えた。文政5年（1822年）の正月、新年御題の懐紙・短冊を取り揃えて、光格上皇に披露。それを賞賛されて、字を君朋と賜わった。
門人に中臣俊嶺らがいる。
天保2年（1831年）没。高倉正行寺に葬る。法諡法樹院雪山景欽居士。